# Cyphophthalmus hlavaci
Espèce
Cyphophthalmus hlavaci est une espèce d'opilions cyphophthalmes de la famille des Sironidae.

## Distribution
Cette espèce est endémique de Croatie. Elle se rencontre sur le mont Biokovo.

## Description
Le mâle holotype mesure 1,81 mm, les mâles mesurent de 1,74 à 2,00 mm et les femelles de 1,70 à 2,10 mm.

## Étymologie
Cette espèce est nommée en l'honneur de Peter Hlaváč.

## Publication originale
- Karaman, 2009 : « The taxonomical status and diversity of Balkan sironids (Opiliones, Cyphophthalmi) with descriptions of twelve new species. » Zoological Journal of the Linnean Society, vol. 156, no 2, p. 260–318.